# Nowa Wieś Wielka (województwo dolnośląskie)
Nowa Wieś Wielka (niem. Groß Neudorf) – wieś w Polsce, w województwie dolnośląskim, w powiecie jaworskim, w gminie Paszowice.

## Nazwa
9 września 1947 ustalono polską nazwę miejscowości – Nowa Wieś Wielka.

## Podział administracyjny
W latach 1975–1998 miejscowość położona była w województwie legnickim.

## Środowisko naturalne
W miejscowości znajduje się złoże bazaltu.

## Demografia
W roku 1933 w miejscowości mieszkało 413 osób, a w roku 1939 – 391 osób. W marcu 2011 mieszkały tu 164 osoby.

## Zabytki
Do rejestru zabytków Narodowego Instytutu Dziedzictwa wpisane są:
- kościół filialny pw. Wniebowzięcia Najświętszej Maryi Panny z XIII wieku, przebudowywany w XV i XVIII wieku: gotycki kościół murowany, kryty dachówką; więźba dachowa drewniana. Wewnątrz znajdują się m.in. gotycka Maria z Nazaretu i renesansowe epitafia[10].
- cmentarz.